# علامة (فقه)
العلامة عند الأصوليين ما تعلق بالشيء من غير تأثير فيه ولا توقف له عليه إلا من جهة أنه يدل على وجود ذلك الشيء. فتباين الشرط والعلة والسبب. والمشهور أنها ما يكون علما على الوجود من غير أن يتعلق به وجوب ولا وجود، مثل تكبيرات الصلوة فإنها تدل على الانتقال من ركن إلى آخر.